# Viticulture au Maroc

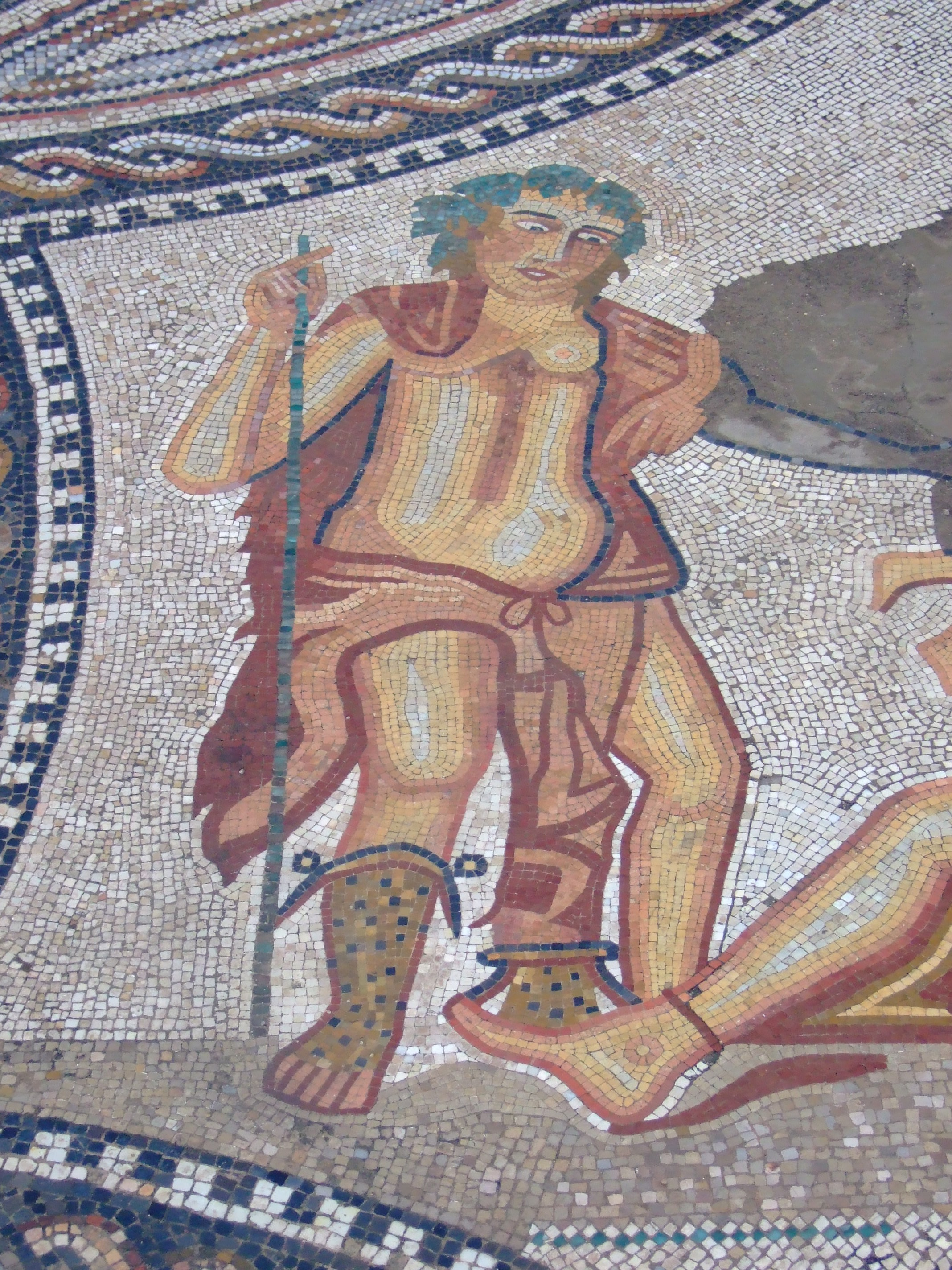
Mosaïque de Bacchus, dieu du vin, à Volubilis

La viticulture au Maroc et la plantation des premiers vignobles remontent aux Phéniciens et à la colonisation romaine. Sous l'Antiquité, le grand centre de production viti-vinicole était concentré autour de Volubilis, dans la région de l'actuelle ville de Meknès.

## Histoire

### Antiquité

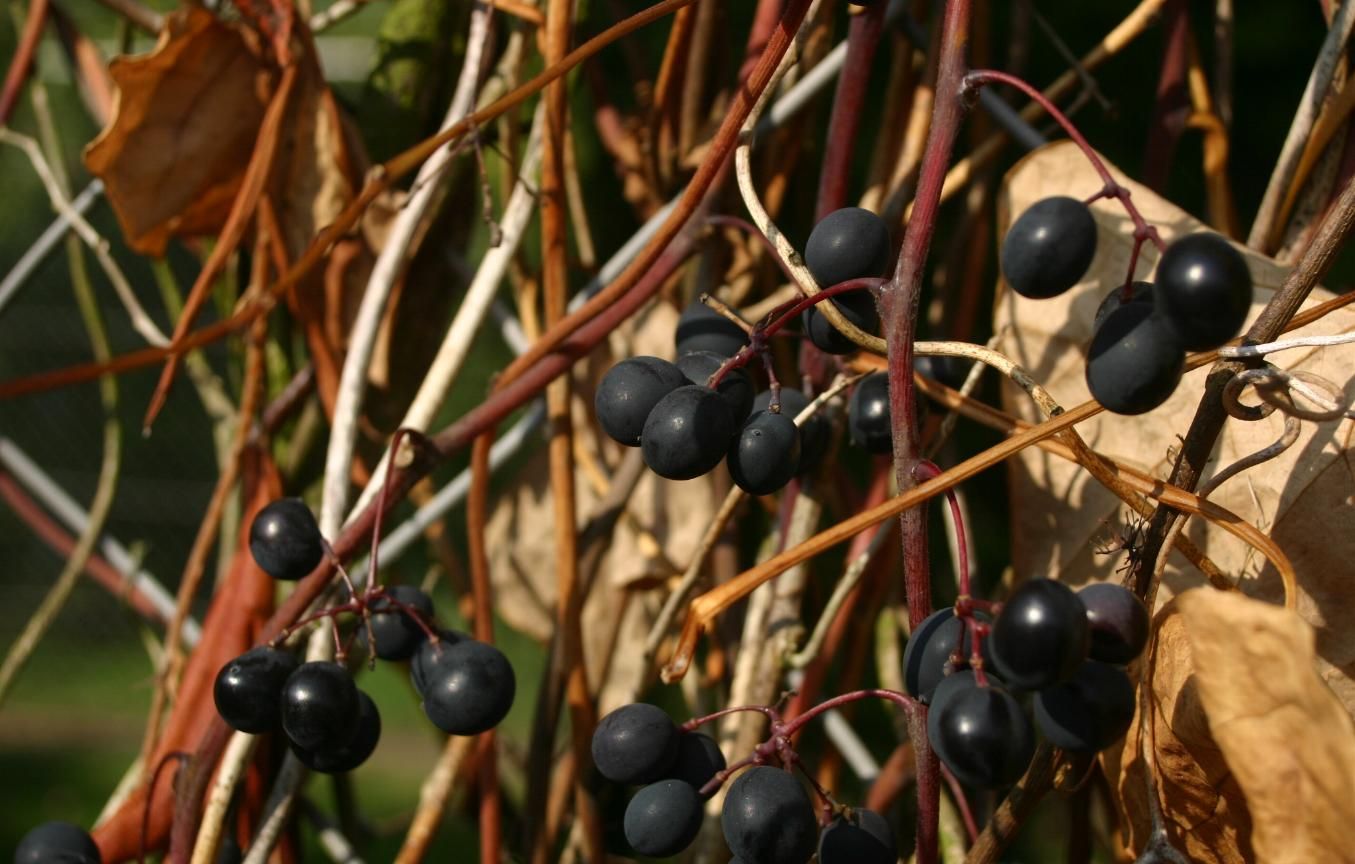
Lambrusque

Le Maroc reste un des berceaux des dernières vignes sauvages. Dès l'Antiquité, Pausanias le Périégète, (1.33) notait que les habitants de Lixus, cité fondée par les Phéniciens sur la rive droite de l'oued Loukkos, en consommaient les fruits. Louis Levadoux indique que « Les Kabyles ne négligent pas cet appoint : l'automne venu, les populations du Guergour s'en vont très haut dans les forêts de l'Atlas, vendanger sur les arbres, les grappes qu'ils consomment à l'état frais ou qu'ils font sécher sur des claies. »
L'ampélographe a pu repérer, dans la vallée de l'oued Titria, ces lambrusques connues sous le nom d'Aneb djalia. Il note que « Certaines présentaient une grande ressemblance avec les cépages cultivés par les Berbères. »

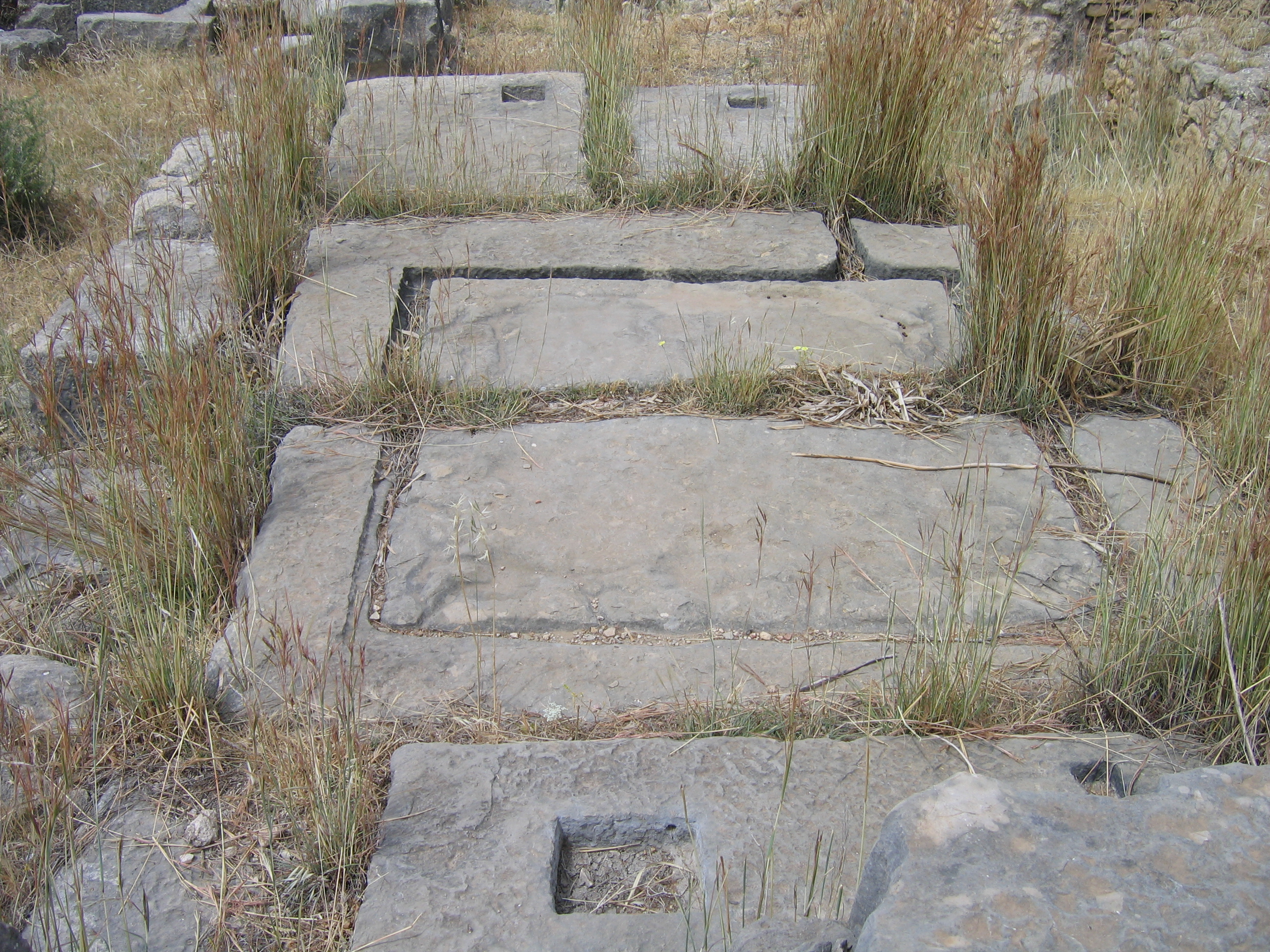
Soubassement d'un pressoir à vin à Volubilis

Les premiers vins furent élaborés vers le VIe siècle av. J.-C. lors des installations des comptoirs phéniciens et grecs mais ce fut la colonisation romaine qui développa la viticulture permettant aux vins de la Maurétanie Tingitane d'être présentés sur les tables patriciennes. Cette province correspondait à la partie septentrionale du Maroc actuel. Elle s'étendait du nord, à Salé (Nécropole de Chella), à Volubilis au sud) et à l'est jusqu'à la rivière de Oued Laou. Les principales villes étaient Volubilis, Tingis (Tanger), Lixus (Larache) et Tamuda (Tétouan).

### Conquête musulmane

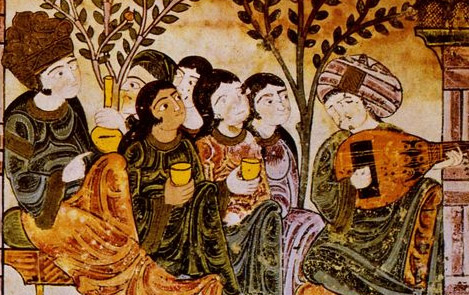
Scène de musique dans un jardin. Miniature extraite du Hadîth Bayâd wa Riyâd, manuscrit marocain, XIII.

La conquête musulmane ne fit pas disparaître la viticulture nord-africaine. Elle privilégia le raisin de table. Les berbères marocains islamisés, lors de leur arrivée dans la péninsule ibérique, apportèrent leurs cépages. Un de ceux-ci est encore cultivé en Andalousie, c'est le Faranat blanc de Tunis, connu en Espagne sous le nom de Majorquin. En al-Andalous, de nombreux agronomes musulmans décrivirent la viticulture, les différents cépages andalous et leur mode de culture. Le vignoble continua à produire du vin (hamriyya) auquel s'ajoutait le vin de palme (nabid), fait à base de raisins secs et considéré comme non prohibé. Tous les émirs et califes d'origine maure furent de grands buveurs et les palais de Grenade, Cordoue, Séville, Medinaceli et Almérie furent réputés pour leurs crus (buldän) et les beuveries qui s'y déroulaient.
Au Maroc, les différents souverains musulmans allaient tolérer les communautés juives qui résidaient leurs quartiers, les mellah. C'est là que les juifs pouvaient boire du vin mais il leur était interdit d'en vendre. Beaucoup possédaient leurs propres vignobles. Al-Hasan ibn Muhammad al-Zayyātī al-Fāsī al-Wazzān, dit Léon l'Africain, notait en 1525 qu'à Taza, c'était le cas de cinq-cents familles. Les communautés installées à Demnate, Mogador et Marrakech avaient les mêmes droits de propriété et de vinification.

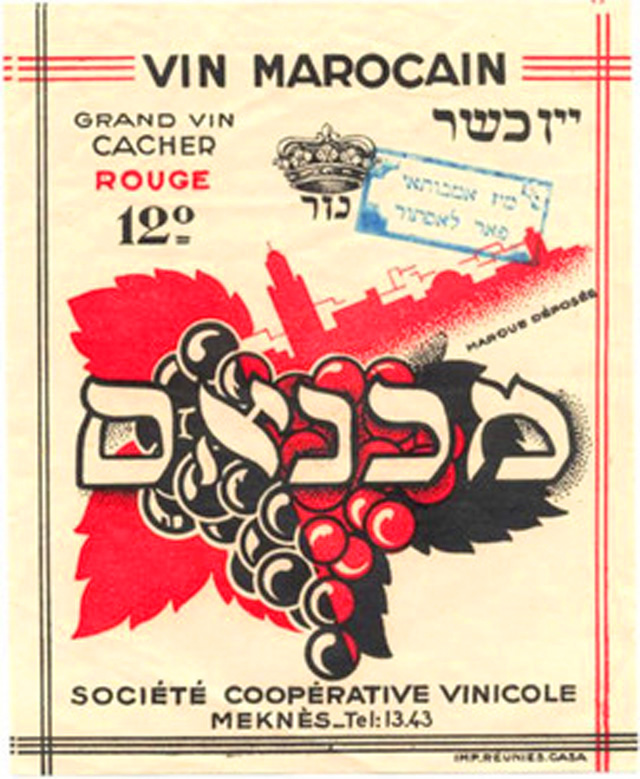
Étiquette de vin rouge casher, 1930

Les mêmes licences étaient accordées aux chrétiens résidents. Tout d'abord aux mercenaires du Sultan, milice qui avait été créé dès le VIIIe siècle, ensuite au corps consulaire. Au début du XIVe siècle, les membres du Consulat de Gênes avaient des fondouk à Ceuta, Arzila, Larache, Salé et Anfa. Les tavernes qui s'y trouvaient vendaient du vin en provenance des pays de la Méditerranée septentrionale. Dans les statuts de Marseille, en date de 1228, il est fait état des Manduel qui vendent du vin de Provence à Ceuta. Léon l'Africain, au XVIe siècle, évalua à deux-cents le nombre de ces débits de boisson à Fès. Il avait aussi constaté que « certains hommes ont dans leur maison du vin à vendre, chacun pouvant en user en toute tranquillité sans que la Cour s'en offense. »
Dans le Maroc portugais (15 août 1415 - 11 mars 1769), les Portugais plantèrent de la vigne lors de leur installation à Azemmour, Safi et El Jadida, préfiguration des vignobles actuels des Doukkala.
Pour la communauté juive marocaine, la production de vin perdura jusqu'au XXe siècle . La vigne était menée en hautain dans les jardins. Il a cependant été signalé qu'à la fin du protectorat la qualité de ce vin casher laissait beaucoup à désirer : « Le vin rouge cacher est abominable, en particulier le vin Dahlia fabriqué par le cousin Salomon Amar. Il n'y a aucune production de vin cacher valable. »

### Période moderne

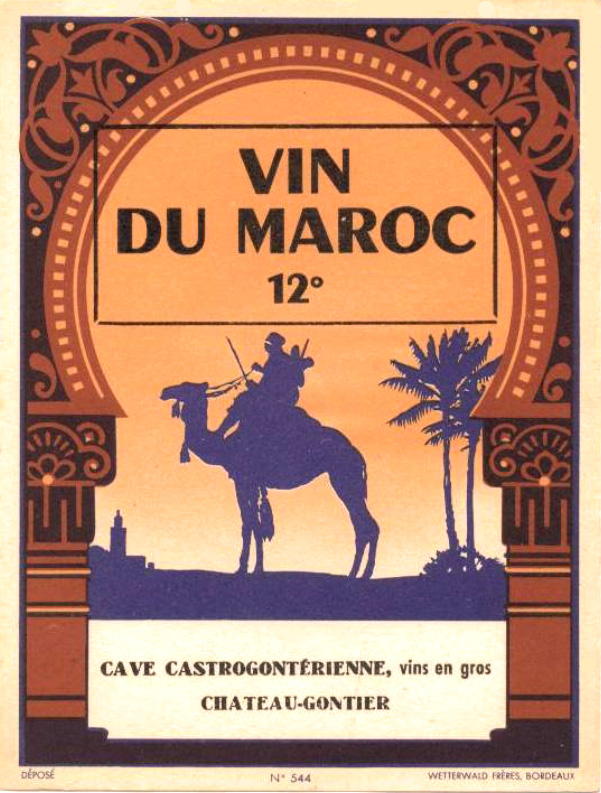
Vin importé du Maroc et mis en bouteille par un négociant de Château-Gontier, années 1920

Avec la colonisation du XXe siècle, les Français développèrent la viticulture au Maroc comme en Algérie et en Tunisie. Le phylloxéra ayant ravagé la plus grande partie des vignobles européens dès 1875, des vignobles furent créés en Afrique du Nord par des négociants français pour s'approvisionner en vin. Ils furent rapidement rejoints par leurs confrères espagnols et italiens.
Au Maroc, le choix des terres fut prépondérant et les vignes plantées dans les terres sableuses des régions de la Chaouïa, des Trifas, des Sahels. résistèrent à la maladie, l'insecte ne pouvant vivre dans le sable. Quelques cépages français furent greffés, la culture devient intensive et, dès 1880, des bateaux entiers arrivèrent en Europe chargés de raisins. C'est à partir de 1905 que les premiers pinardiers partis de Casablanca déchargèrent dans les ports européens.
Quatre cépages avaient été sélectionnés comme étant les plus adaptés aux terroirs pour produire les vins désirés. Il s'agissait du Grenache, du Carignan, du Cinsault et de l'Alicante Bouschet. Ce fut le début de la production de masse de la viticulture marocaine et l'époque des vins médecins à fort degré et utilisés dans les coupages. Avant la Première Guerre mondiale, 80 000 hectares étaient cultivés en vigne, celle-ci leur offrit un large débouché.
La production était alors axée sur le volume bien plus que sur la qualité, beaucoup de vins du Maroc étant envoyés vers le Languedoc afin d'enrichir en alcool la production de masse des vins de table de cette région vinicole. D'où le choix des cépages du Midi et d’Espagne, gros producteurs, introduits par les colons.

### Période contemporaine

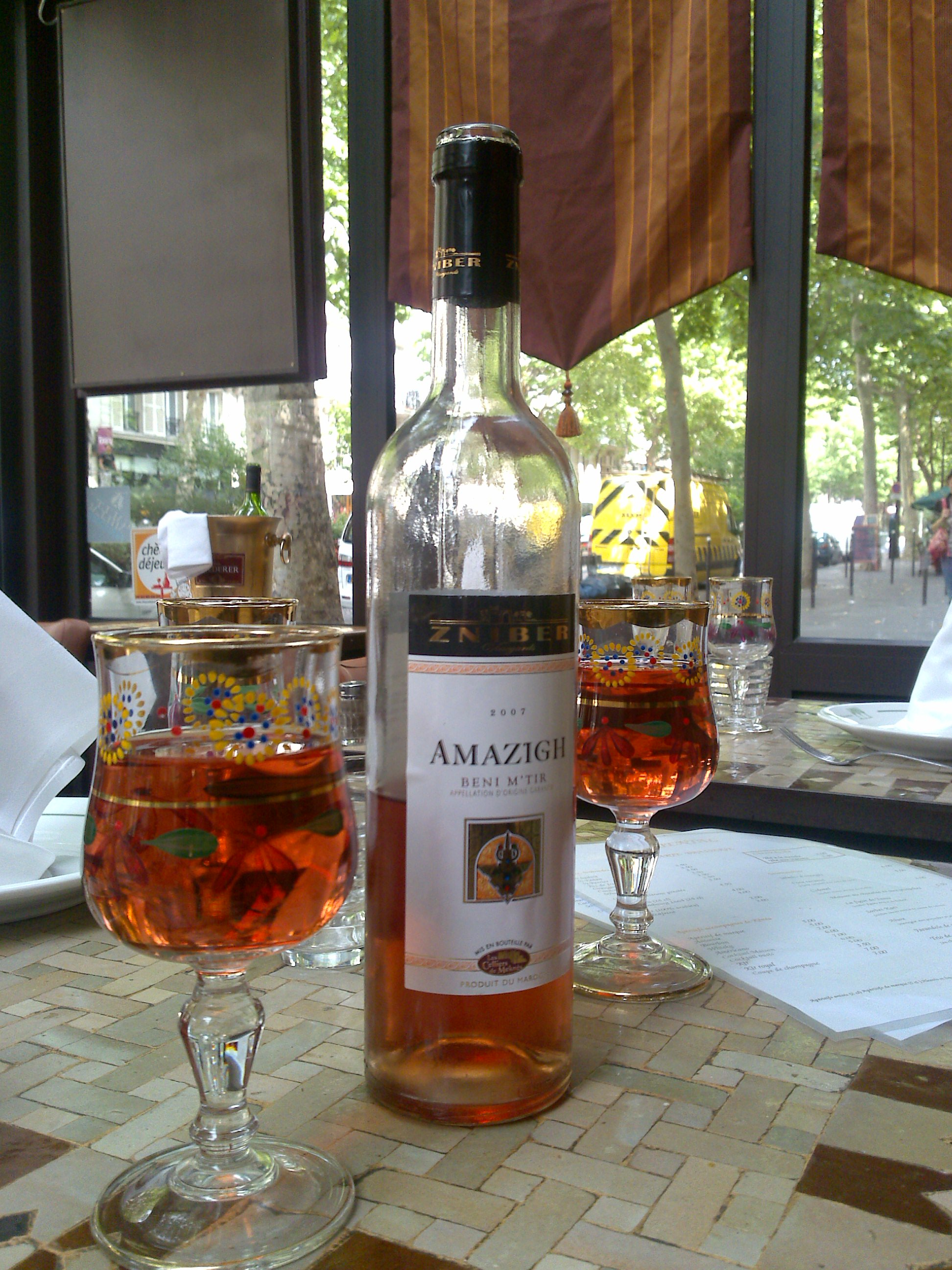
AOG Beni M'tir rosé

En 1923, une société belge s'installa près de Ben Slimane, dans la région de Casablanca, pour créer un domaine viticole. La première vendange eut lieu en 1927. C'était le début de la viticulture moderne marocaine. Ce domaine est actuellement la propriété de Thalvin-Ebertec et porte le nom des Ouled Thaleb.
En cette époque de prospérité, la superficie du vignoble dépassa les 55 000 hectares avec une production de 3 500 000 hectolitres. Des domaines d'un seul tenant et de plusieurs centaines d'hectares furent créés autour de Meknès, Rabat, Tiflet et Khemisset. La cave d'Aït Souala, à Meknès, reste le témoin et le symbole de cette période euphorique.
À la fin des années 1950, la superficie plantée en vignes dépassait les 65 000 hectares et des rendements plus contrôlés avaient réduit la production à 3 000 000 hectolitres.
En 1955, avec l'indépendance, le royaume marocain hérita de ces caves et vignobles qui furent nationalisés, mais la viticulture réduit son emprise pour des raisons aussi bien culturelles que religieuses. De plus, en 1957, le Traité de Rome ayant interdit le coupage des vins de la communauté européenne avec ceux de l'étranger, le Maroc perdit ce marché et se trouva confronté à une crise de surproduction. La vigne fut arrachée et des caves fermées, la viticulture tomba en décrépitude.
Pourtant, cette mesure donna à terme un nouvel élan à la production marocaine, les viticulteurs étaient contraint de délaisser le vrac pour s'orienter vers la bouteille. Ce fut l'apparition d'unités de production modernes (domaine, château, cave coopérative) où dès lors les choix se portèrent vers des cépages plus qualitatifs tels que chardonnay, roussanne, syrah, cabernet, etc.
Au début des années 2000, 12 000 hectares étaient cultivés pour une production se situant entre 350 000 et 450 000 hectolitres ; la région de Meknès représentant à elle seule près de la moitié d'un vignoble marocain. Cette période est marquée par l'arrivée française de Castel et la création du Domaine de la Zouina, aujourd'hui renommé en Villa Volubilia. Le laboratoire officiel d’analyses et de recherches chimiques pour le vin est localisé à Casablanca. Depuis, le Maroc fait partie des États membres de l'Organisation internationale de la vigne et du vin. En 2008, il a produit 35 millions de bouteilles.
Depuis 2011, le nouveau gouvernement d'Abdel-Ilah Benkiran, leader du parti islamiste « Justice et développement », a créé un autre climat politique beaucoup moins favorable à la consommation du vin par les Marocains eux-mêmes. L'augmentation des taxes sur les boissons alcoolisées  de 450 à 500 dirhams par hectolitre, n'a pas eu l'effet escompté, puisque 85 % de la production nationale de vin est toujours bue localement[réf. souhaitée].
En dépit de cette politique restrictive, le vin reste un secteur économique en plein essor, avec une production de plus de 40 millions de bouteilles par an. Ce qui fait du Maroc le deuxième grand producteur vinicole dans le monde arabe. De plus, le secteur viti-vinicole génère 20 000 emplois et a rapporté, en 2011, 130 millions d'euros[réf. souhaitée].

## Climat

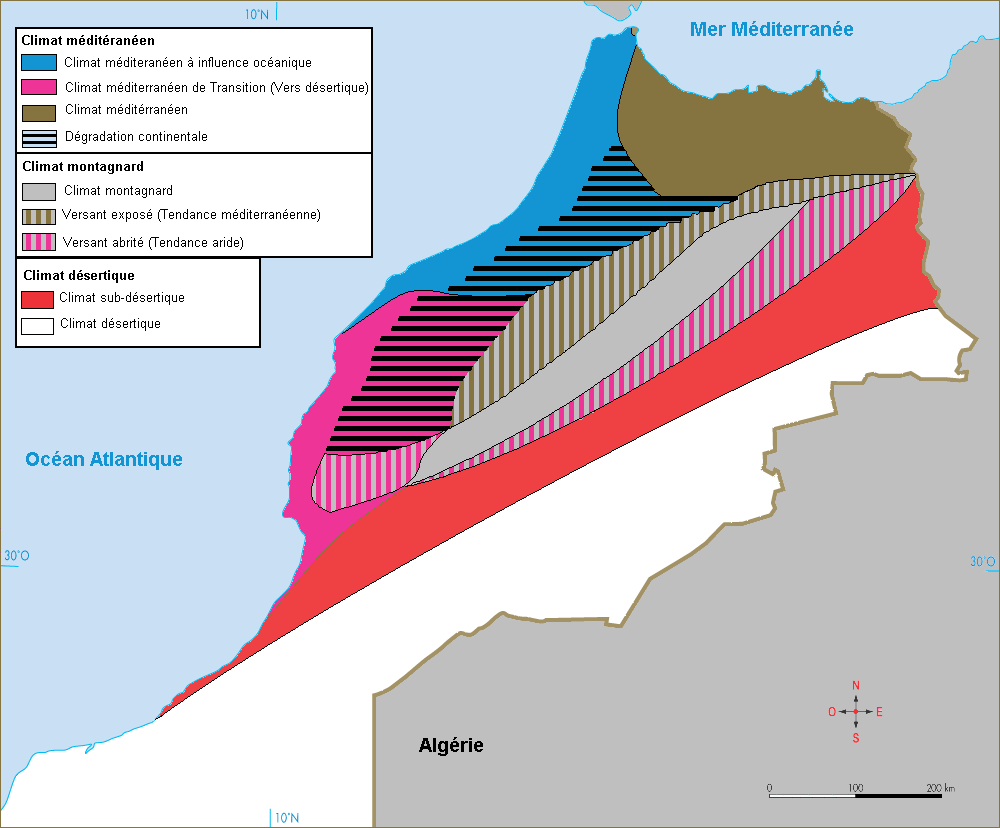
Carte des climats du Maroc

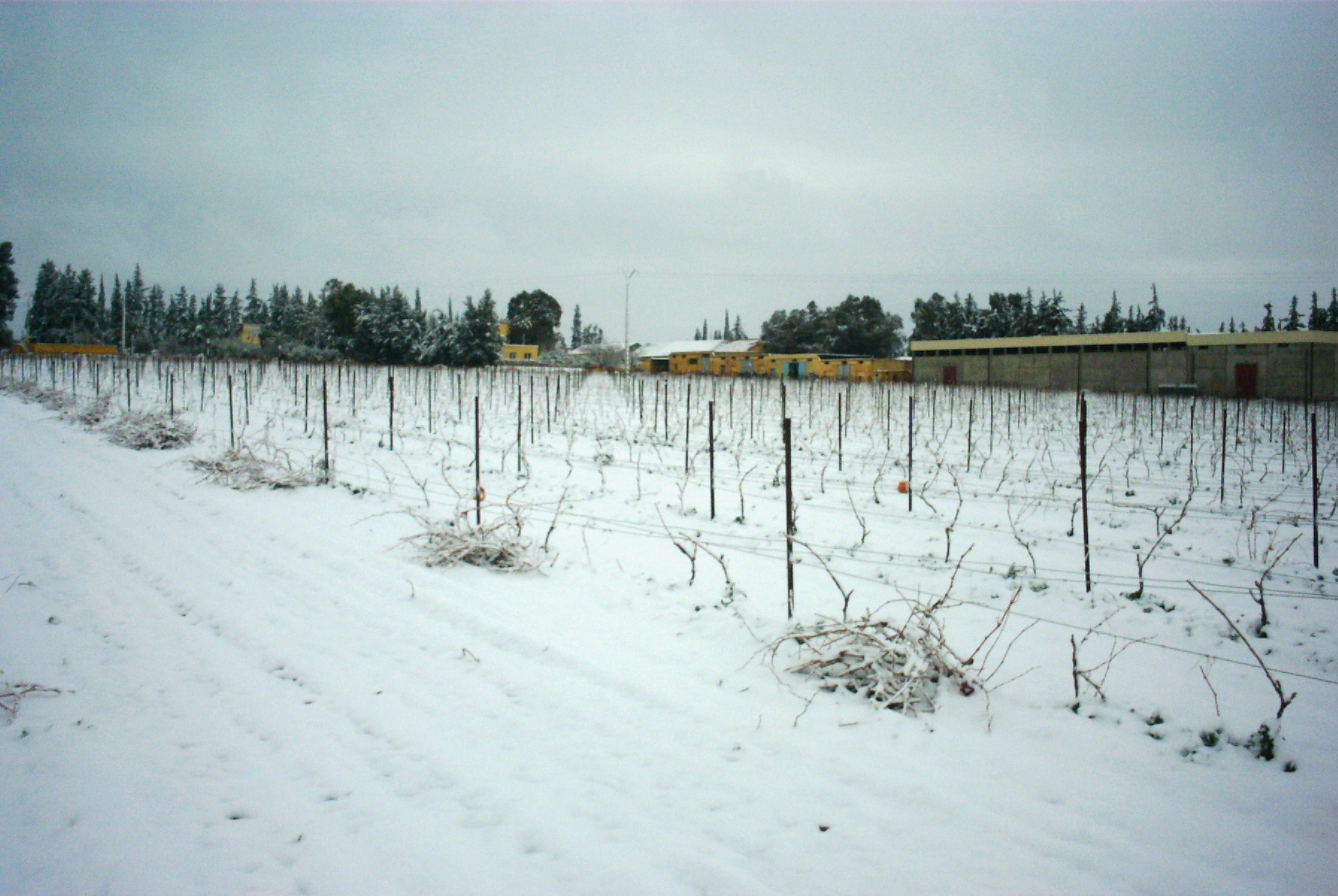
Le vignoble sous la neige en 2005

Le climat du Maroc peut être divisé en sept sous-zones, déterminées par les différentes influences que subit le pays : influences océaniques, méditerranéennes, montagnardes, continentales et sahariennes.

## Principaux cépages cultivés

### Cépages de cuve
Cépages pour les rouges et les rosés : Cinsault, Carignan, Alicante Bouschet, Grenache, Cabernet-sauvignon, Merlot, Syrah, Tempranillo, Mourvèdre.
Cépages pour les blancs : Grenache blanc,Chardonnay, Sauvignon, Vermentino, Ugni blanc, Clairette, Muscat, Viognier, "Faranat" de Tunis, Bourboulenc, Roussanne.
| Les quatre principaux cépages de cuve au Maroc en 2002 | Les quatre principaux cépages de cuve au Maroc en 2002 | Les quatre principaux cépages de cuve au Maroc en 2002 | Les quatre principaux cépages de cuve au Maroc en 2002 | Les quatre principaux cépages de cuve au Maroc en 2002 |
| Rang                                                   | Cépage                                                 | Couleur                                                | Superficie                                             | (%)                                                    |
| ------------------------------------------------------ | ------------------------------------------------------ | ------------------------------------------------------ | ------------------------------------------------------ | ------------------------------------------------------ |
| 1                                                      | Cinsault                                               | Noir                                                   | 3 940                                                  | 37,2                                                   |
| 2                                                      | Carignan                                               | Noir                                                   | 1 692                                                  | 16,0                                                   |
| 3                                                      | Alicante Bouschet                                      | Noir                                                   | 1 098                                                  | 10,9                                                   |
| 4                                                      | Grenache                                               | Blanc                                                  | 802                                                    | 7,6                                                    |

#### La gestion de la SODEA
La SODEA (Société de Développement Agricole) est mise en place par l'État marocain en 1972. Sa mission est de gérer le patrimoine vitivinicole, une vingtaine de caves, et de développer la viticulture. Ces objectifs sont mis à mal en 1979 par le gouvernement lui-même. Celui-ci décide une forte augmentation de la taxe de consommation intérieure. Les ventes locales diminuent de moitié et tombent à 2 500 000 hectolitres. Cette situation va perdurer jusqu'en 1999. Durant cette période le vignoble passe de 48 000 à 10 500 hectares.
| Encépagement du vignoble dans le dernier quart du XXe siècle | Cinsault | Carignan | Alicante Bouschet | Grenache | Cabernet | Syrah | Autres |
| ------------------------------------------------------------ | -------- | -------- | ----------------- | -------- | -------- | ----- | ------ |
| Pourcentage                                                  | 43 %     | 25 %     | 10 %              | 9 %      | 2 %      | 1 %   | 10 %   |

Plus aucun investissement n'est fait dans le vignoble subsistant dont les cépages ne sont plus adaptés au marché et les vignes trop vieilles voient baisser leurs rendements. Cette situation créée par une fiscalité prohibitive et une réglementation stricte est aggravée par la sécheresse, la pluviométrie diminuant de 25 %.
| Répartition selon l'ancienneté des vignes | plus de 35 ans | entre 35 et 20 ans | entre 20 et 6 ans | moins de 6 ans |
| ----------------------------------------- | -------------- | ------------------ | ----------------- | -------------- |
| Pourcentage                               | 43 %           | 7 %                | 36 %              | 14 %           |

La gestion de la SODEA en subit le contre-coup. Ses investissements dans les groupes froids nécessaires aux vinifications et les installations de systèmes d'irrigation indispensables aux vignes sont minimes. Endettée, elle est contrainte d'abandonner son monopole sur la production vinicole et ne conserve qu'une demi-douzaine de caves soit 50 % de la production marocaine.
| Société                                                | Siège social | Vocation                                                                   | Part SODEA |
| ------------------------------------------------------ | ------------ | -------------------------------------------------------------------------- | ---------- |
| SODEVI Société de Développement Viticole               | Rabat        | Prestations de service, production et commercialisation des vins en vrac   | 99,50 %    |
| AIT SOUALA Société Coopérative Vinicole d'Aït Souala   | Meknès       | Production et commercialisation des vins en vrac                           | 74,49 %    |
| VINICOOP Société Coopérative Vinicole des Béni Snassen | Berkane      | Production et commercialisation des vins en vrac                           | 63,52 %    |
| SCVM Société Coopérative Vinicole de Meknès            | Meknès       | Production et commercialisation des vins en vrac                           | 58,83 %    |
| HOLDAGRO                                               | Rabat        | Suivi et contrôle de fonctionnement des sociétés partenaires vitivinicoles | 50,00 %    |
| SINCOMAR Parlier et Fermaud S.A                        | Casablanca   | Conditionnement et commercialisation des vins                              | 33,00 %    |

Au début des années 1990, le roi Hassan II décide de relancer la viticulture marocaine. Il en entretient son ami Jacques Chaban-Delmas, maire de Bordeaux, qui fait en sorte que William Pitters, filiale de Marie Brizard, et Castel viennent investir au Maroc. La SODEA met à leur disposition les terres nécessaires à leur installation. Celles-ci ne pouvant être achetées par des étrangers, elles sont louées pour 30 ans. Dans le contrat de partenariat, il est notifié que le vin produit devra être exporté et qu'il y a obligation de rénover et replanter le vignoble. C'est un nouveau départ.
Mais face au développement du tourisme et à l'émergence d'une classe moyenne, le marché local est en plein essor, la nécessité d'exporter à 100 % met un frein à l'expansion de ces sociétés. La SODEA et le Crédit Agricole du Maroc, par leur filiale la Holdagro, semblent réticents et freinent le lancement des nouvelles entreprises. Pourtant, d'autres négociants français ont réussi à s'associer à des producteurs locaux dont Clarac et Clauzel et le groupe Taillan. C'est pourquoi il a été proposé que la SODEA s'oriente à l'avenir vers des objectifs plus techniques comme la sélection de cépages et leur multiplication en pépinière viticole et abandonne totalement son activité de production.

### Cépages de table
Avec 77 % de la superficie du vignoble, les principales variétés sont le doukkala, le muscat d'Alexandrie, le valency, l'abbou, le boukhanzir et le muscat d'Italie. Sont aussi cultivés en moindre importance l'alphonse-lavallée, l'adari, le cardinal et la madelaine. Les variétés apyrènes n'occupent que 600 hectares.
| Rang | Cépage              | Couleur | Superficie | (%)  |
| ---- | ------------------- | ------- | ---------- | ---- |
| 1    | Doukkala            | Rose    | 16 557     | 42,4 |
| 2    | Muscat d'Alexandrie | Blanc   | 3 669      | 9,4  |
| 3    | Valency             | Blanc   | 3 488      | 8,9  |
| 4    | Abbou               | Rouge   | 2 375      | 6,1  |

#### Le cas de l'Oudaya

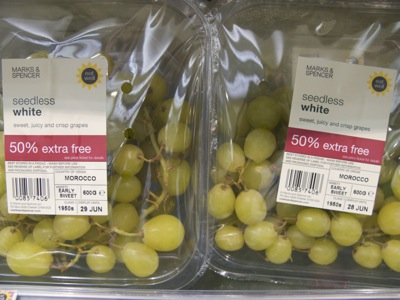
Nouveaux raisins de table du Maroc, cépage superior Seedles

Au début de ce millénaire, une cinquantaine d'hectares de raisins de table ont été plantés dans l'Oudaya, région réputée pour la qualité de sa production. Elle se situe près de Marrakech, dans la partie aval les deux rives de l'oued Nefis qui descend du Haut-Atlas. C'est en 1998 que des investisseurs de la société Agritalia, productrice de raisins de table dans la région de Puglia, ont loué ces terres. Leur but : produire des raisins de table pour l'exportation vers l'Union européenne. Les cépages locaux ne convenant pas, ils ont fait planter victoria, italia, michel palieri, superior seedles et black magic. Le projet a nécessité d'importants investissements pour la station d'emballage et les chambres froides. Cette société a pu atteindre la première année une production de 200 tonnes, puis a mis en marché ensuite 1 500 tonnes avec l'objectif d'atteindre les 2 000 tonnes.
Le grand défi pour Agritalia est d'avoir des raisins précoces à partir du 15 mai, date de lancement des exportations et de franchise pour les droits de douane européens. Au-delà du mois de juin, ces taxes sont applicables et rendent le produit non compétitif. L'expérience et le succès d'Agritalia ont encouragé d'autres investisseurs de la région de Puglia à réaliser des projets similaires de production et commercialisation des raisins de table dans la région de Marrakech.
Pourtant cette région est handicapée par une pluviométrie faible et irrégulière et par des vents desséchants tels le chergui ou le sirocco. Cette sécheresse est la menace climatique la plus importante. L’irrigation est, dans ce contexte, la condition fondamentale de toute viticulture.

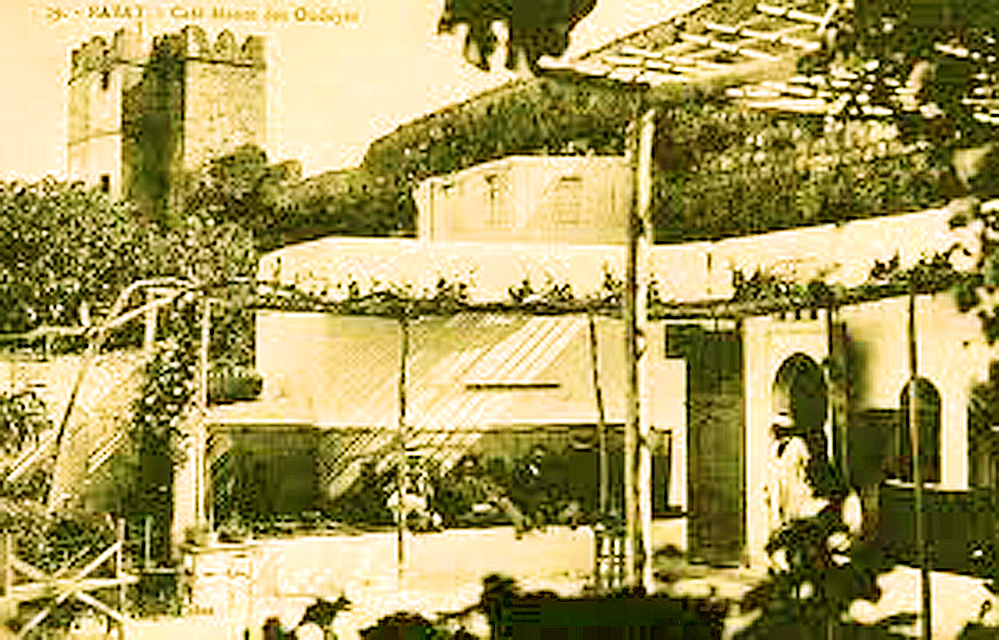
Tuteurage en roseaux de la treille du Café maure des Oudayas à Rabat (années 1920)

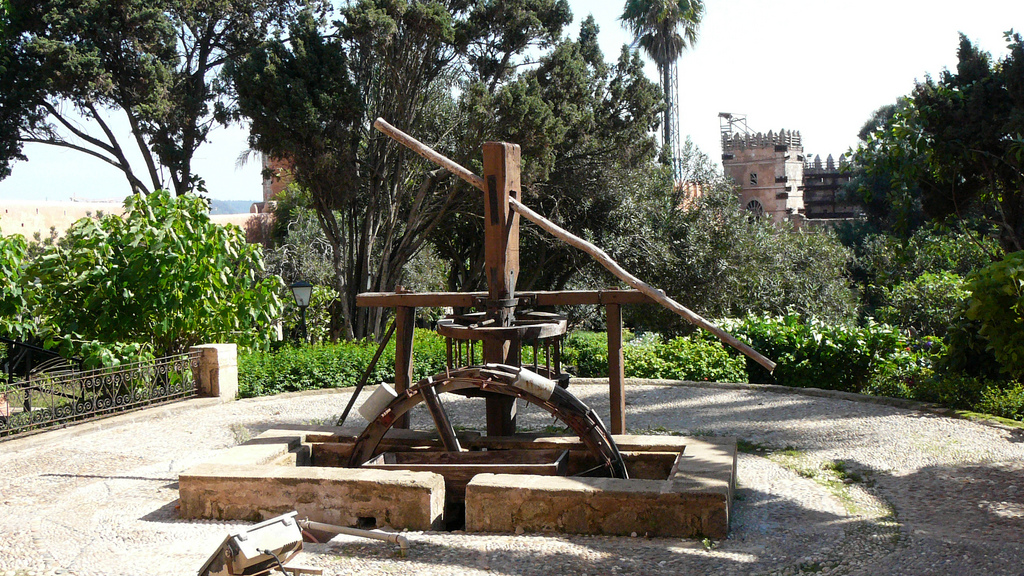
Système traditionnel de pompage de l'eau pour le vignoble de l'Oudaya

Le caractère du paysage viticole de l'Oudaya est exceptionnel tant par la nature de ses cépages locaux que par les procédés de tuteurage en roseaux et l'originalité du réseau hydraulique servant à l'irrigation. Les viticulteurs de l’Oudaya utilisaient deux cépages, l'Abbou et l'Adari. La superficie occupée par ces variétés dans tout le Maroc était respectivement de 1 934 et 641 hectares. L'Oudaya possédait l'essentiel de cette superficie, soit respectivement 1 903 et 629 hectares. De plus ces cépages résistaient bien à la sécheresse, se passant de porte-greffes et donnant des récoltes tardives.
Le paysage viticole de l'Oudaya est resté intact jusqu'à une période récente. Le Protectorat français (1912-1956) avait préféré développer la viticulture dans d’autres régions. Mais l’évolution récente met en péril ce patrimoine végétal et peut le condamner à la disparition.
La présence des sociétés italiennes qui cherchent à développer de nouvelles variétés destinées à l’exportation apporte de profondes mutations. Elles vont du remplacement des variétés locales par des variétés d’importation à la mise en place de structures métalliques se substituant aux tuteurages en roseaux. Cette évolution tend à faire disparaître les traits caractéristiques du paysage viticole de l'Oudaya. Seule la mise en place d'un plan de sauvegarde et de gestion pourrait être susceptible de maîtriser cette évolution et limiter ses retombées négatives.

## Terroirs et appellations

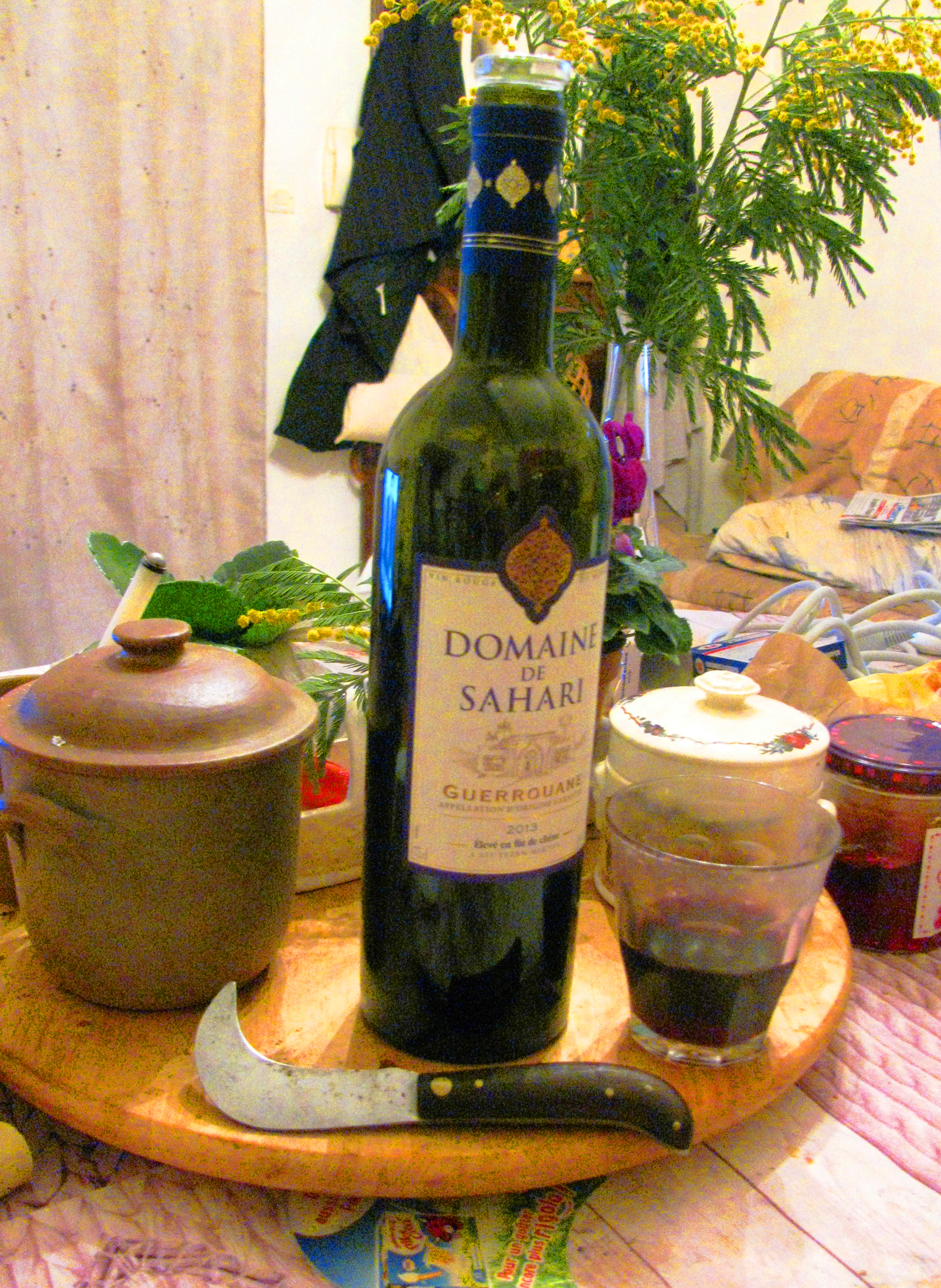
AOG Guérrouane

La première délimitation des zones géographiques des vignobles fut fixée juridiquement le 7 août 1934.
Les vins sont classés en vin de table, appellation d'origine garantie (AOG) ou appellation d'origine contrôlée (AOC).
Les principales vignes sont situées dans les régions de Meknes, Benslimane, Berkane, Khémisset, Tiflet et Romani. Le Maroc propose deux appellations d'origine contrôlée (AOC) et quinze appellations garanties (AOG). Elles ont été délimitées en 1977, par un arrêté royal. Il s'agit de Guerrouane, Sidi Zahia et Beni M’Tir (région de Meknès), Angad et Berkane (région de l'Oriental), Chella (région du Rharb), Zare, Zenata et Doukkala (région de Casablanca), Saïs, Beni-Sadden, Zerboune, Zemmour, Gharb et Zaër.

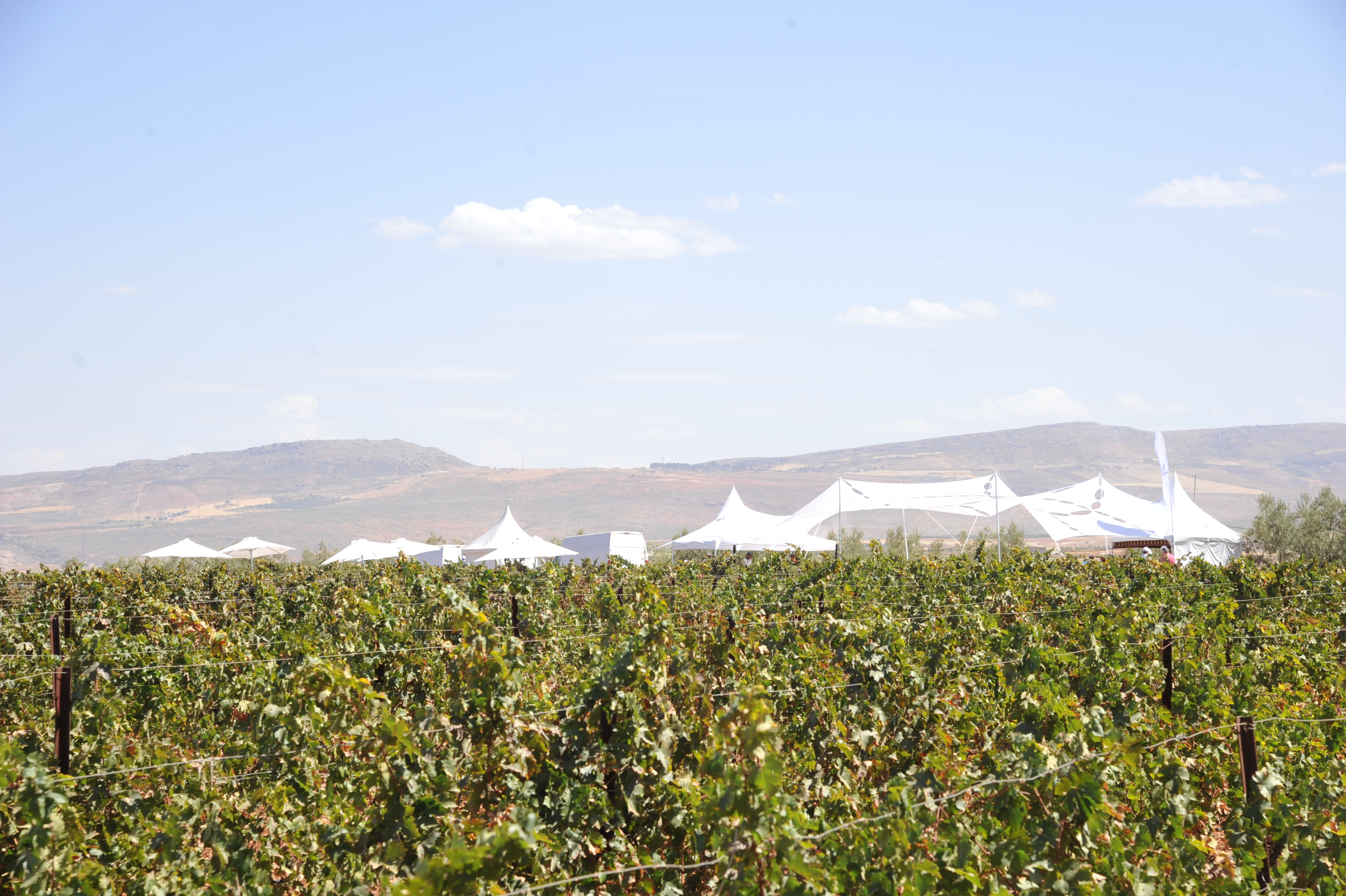
Les premières côtes du Moyen Atlas

Des températures relativement clémentes et des vignobles en coteaux font de la région de Meknès le terroir viticole privilégié du Maroc. Elle possède deux AOC et deux AOG. L'AOC Coteaux de l'Atlas est la première appellation d'origine contrôlée du Maroc. Cabernet sauvignon, merlot et syrah composent son encépagement. Le vin est élevé en fûts de chêne. Le terroir argilo-calcaire de l'AOG Guerrouane est située près d'Ait Yazem, zone au climat relativement doux. Le terroir de l'AOG Beni M’Tir se situe les plateaux de Meknès-EI Hajeb. Les principaux cépages sont le Cinsault et le Carignan. Le ministère de l'Agriculture, par décret du 4 janvier 2008, a pour la première fois autorisé un domaine viticole à porter l'appellation « Château » : Château Roslane, avec l'AOC « les coteaux-de-l'atlas », premier cru. Parmi les vins de l'AOG Guerrouane se distinguent le chergui, un vin rouge à base de carignan, grenache, cinsault et tempranillo ; le vin gris élaboré avec le cinsault, le ksar, le beauvallon, le Domaine Riad Jamil, le Domaine de Sahari et le Domaine Delorme. L'appellation d'origine contrôlée (AOC) « Hauts Plateaux de Meknès » est une dénomination viticole marocaine nouvellement crée visant à produire des vins de haute qualité. Située sur les contreforts de l'Atlas, à une altitude de plus de 850 mètres, cette appellation bénéficie d'un terroir unique caractérisé par des sols argilo-sableux riches en matière organique. C'est dans cette appellation que ce trouve le Domaine Villa Volubilia qui produit Volubilia et Fleur de Volubilia en rouge, blanc et gris.
C'est enfin sur l'AOG Beni M’Tir que se situe le Domaine Bonassia dont le vin est élaboré à base de merlot et cabernet. Les principales marques commercialisant cette AOG sont Beauvallon et Tarik.
Les vignobles produisant les AOG Zare et AOG Zenata sont situés près de la mer, dans la région de Casablanca, sur les plateaux de Benslimane, le principal domaine est le château Béniamar. Son vin rouge a été primé à Montréal en 1983.
Le vignoble de l'AOG Doukkala est situé à 120 kilomètres au sud-ouest de Casablanca. Totalement restructuré en 1994, ses vieilles vignes ont été arrachées pour laisser place à des cabernet sauvignon, merlot, cinsault, syrah et grenache gris. C'est dans cette région qu'est produit le célèbre vin gris de Boulaouane, un des vins marocains les plus connus.

## Méthodes culturales et réglementaires

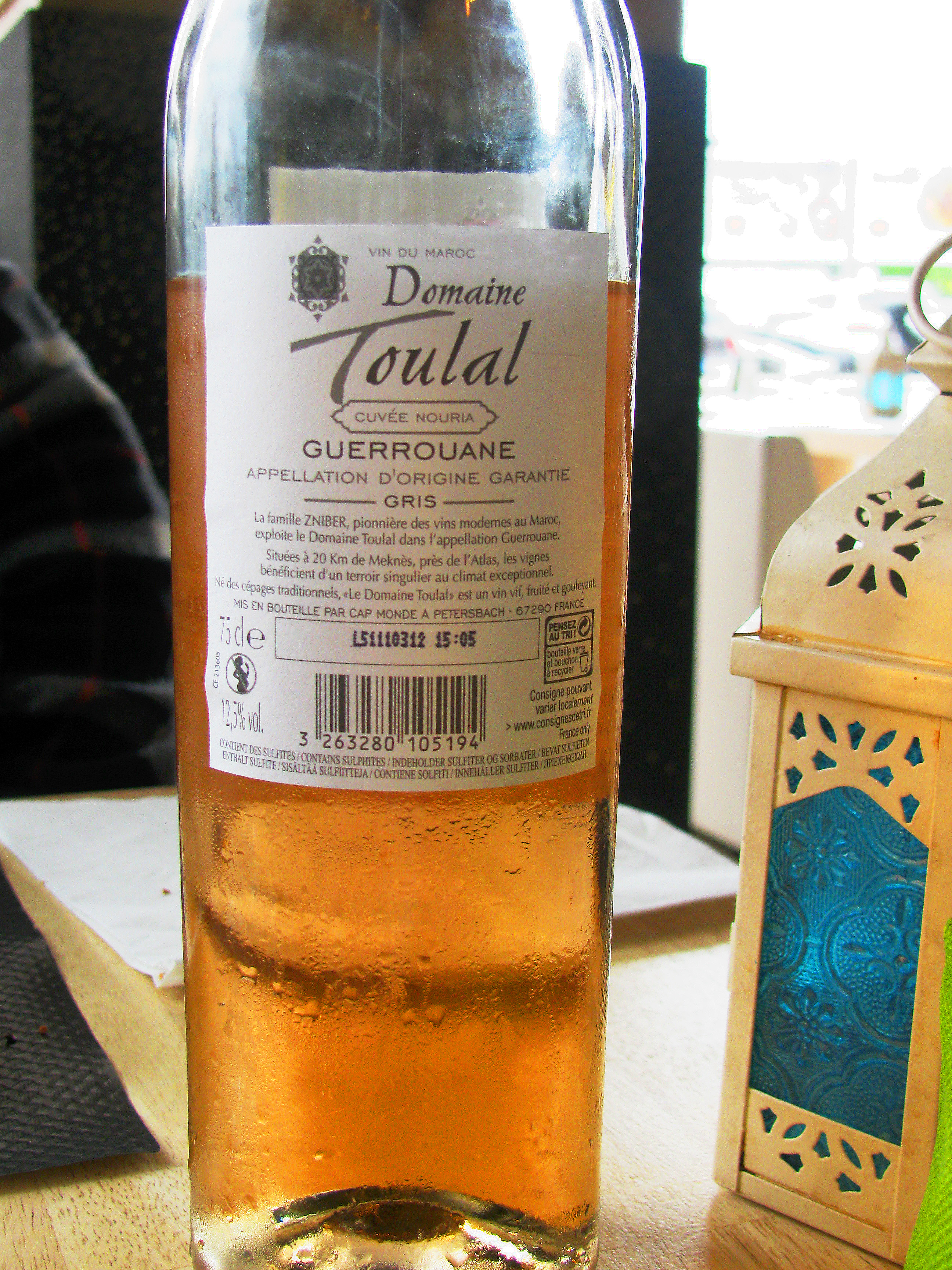
AOG Guerrouane, Domaine Toulal des Celliers de Meknès

En 1977, un arrêté ministériel a défini un cahier des charges pour chaque appellation garantie. Il concerne le terroir, les cépages, les degrés et les rendements à l'hectare. Une commission nationale vitivinicole, créée par ce même arrêté, veille au respect de ces règles. Elle a imposé l'analyse et la dégustation pour tous les vins postulant au label d'appellation.
La région de Meknès, dont les vignobles sont situés entre 580 et 700 mètres d’altitude, bénéficie d'une pluviosité modérée et d'un fort ensoleillement. La chaleur est telle que le feuillage est volontairement laissé afin de protéger les grappes.
Les vendanges commencent en août et peuvent durer jusqu’à la fin septembre. Afin de préserver sa qualité, le raisin est placé en caisses percées de 18 kilogrammes pour être transféré dans les caves. Là, un équipement de vinification moderne assure une qualité œnologique constante. La vendange est mise dans des cuves thermorégulées dans lesquelles les raisins sont rafraîchis pendant trois jours avant d'être triée et pressée.
La qualité des vins du Maroc passe par le creusement de puits disséminés pour irriguer les vignes ainsi que par la modernisation des équipements et la maîtrise des températures en vinification. Les Celliers de Meknès sont les plus grands producteurs de vins de qualité au Maroc avec, notamment, les Coteaux de l'Atlas, premier vin marocain à avoir obtenu l'AOC, en 1998.

## Type de vins et gastronomie

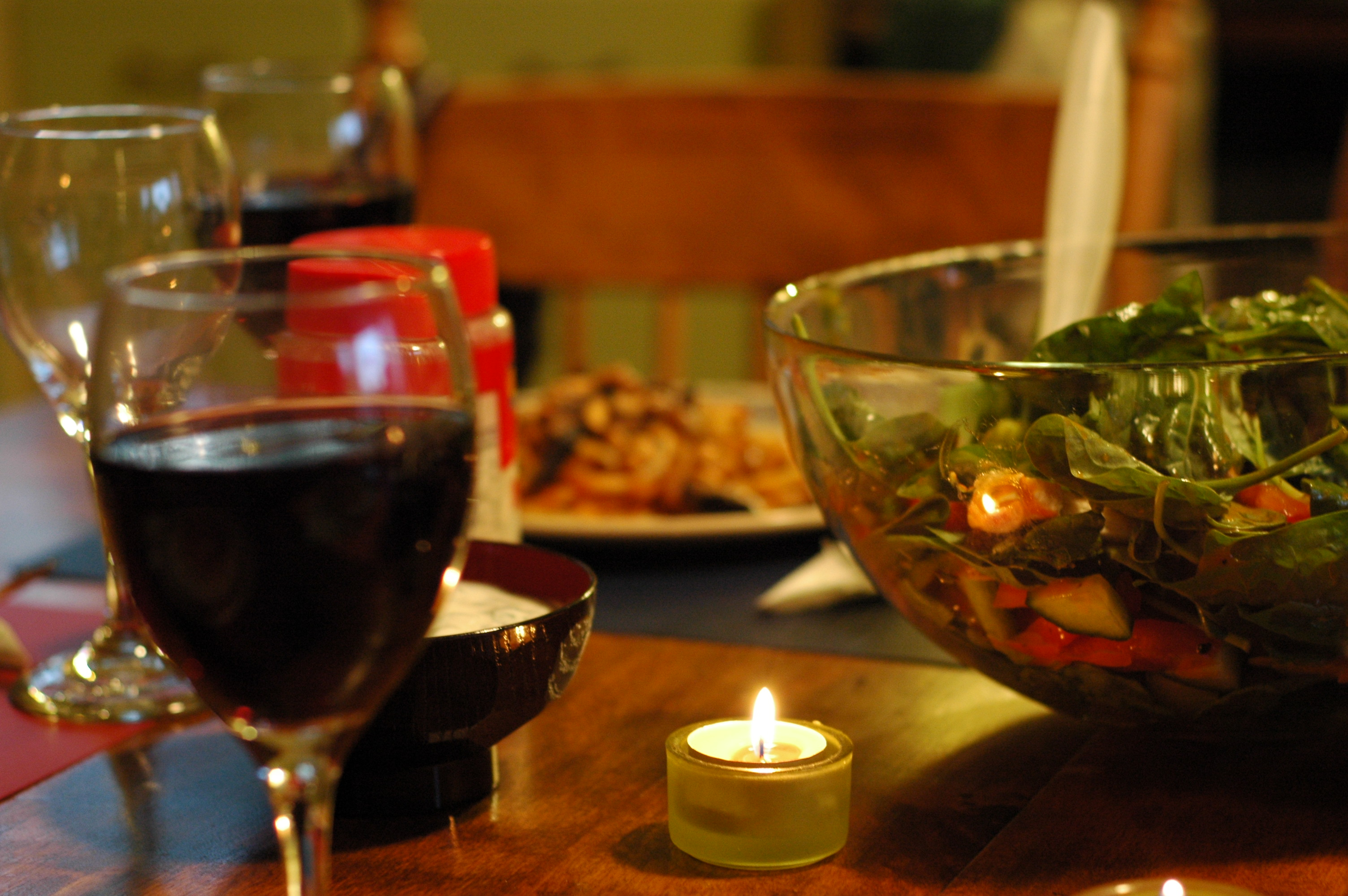
Salade et vin du Maroc.

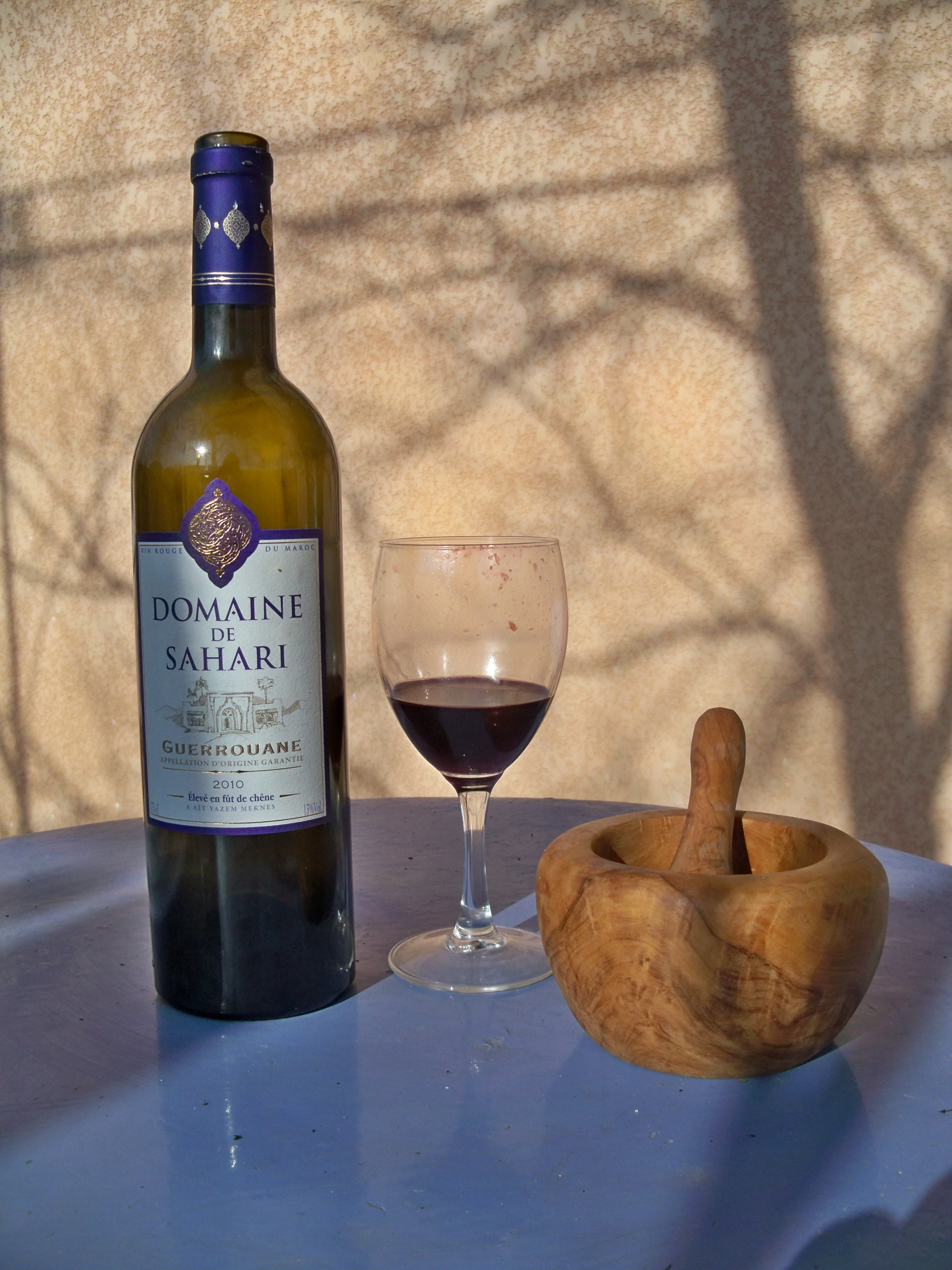
AOG Guerrouane, Domaine de Sahari

Grâce à la mise en œuvre de techniques de vinification modernes, les vins marocains sont de plus en plus appréciés. Dominique Laporte, Meilleur sommelier de France 2004, analyse : « Les vins rouges se conservent mieux, sont plus digestes et apportent un peu plus de fraîcheur, tout en gardant leur tempérament. Les blancs ont énormément progressé, je pense notamment à de très bons Sauvignon de chez Ouled Thaleb. Quant aux rosés, très beaux, forcement, ils sont toujours réussis. »
En apéritif, un vin effervescent du Maroc s'impose. Le couscous à la viande a ses saveurs rehaussées par un coteaux de l’atlas ou un Tarik, il peut aussi s'accorder parfaitement avec un Boulaouane ou un Guerrouane rouge, le couscous au poisson appelle un vin gris ou chardonnay de Meknès. Les viandes blanches et les volailles, dont le poulet à la marocaine, s'accordent d'un Boulaouane gris,. Le méchoui réclame un Guerrouane rouge et le tajine d'agneau un Boulaouane rouge. Les poissons sont parfaits accompagnés d'un vins gris ou d'un chardonnay local. Les viandes rouges s'accordent avec un Toulag et les gibiers avec un vin issu des coteaux de l’Atlas.
En 2009, les professionnels ont distingué l'Hôtel La Mamounia, à Marrakech, qui présente la plus belle cave du Maroc avec 18 000 bouteilles et une carte avec plus de 350 références de vins. La Bavaroise, à Casablanca, offre dans sa cave vitrée et climatisée, une large gamme de vins marocains. Le Bistrot d'Alexandre, toujours à Casablanca, propose aussi une belle carte de vins du Maroc avec, en particulier, un Aït Souala blanc. Le Bistrot du Piétri, à Rabat, offre à sa clientèle une carte de vins locaux bien fournie avec la possibilité de les déguster sur place, au comptoir ou dans le patio.
Certains vins comme Château Roslane et Volubilia sont sur les cartes des plus grands palaces (Georges V, le Plaza Athénée par exemple), et restaurants marocains de Paris (Mansouria, L'Arganier...).

## Les entreprises vinicoles
Il existe une douzaine d'entreprises,,,, :  
| Domaine                                                                 | Personnalité ou entreprise rattachée                                                | Localisation    | Commentaire et références                              |
| ----------------------------------------------------------------------- | ----------------------------------------------------------------------------------- | --------------- | ------------------------------------------------------ |
| Celliers de Meknès                                                      | Brahim Zniber                                                                       | Meknès          | Propriétaire du Château Roslane                        |
| Domaine de Baccari                                                      |                                                                                     | Meknès          |                                                        |
| Domaine des Cépages Marocains Réunis (CMAR)                             | Groupe Castel                                                                       | Meknès          | Fusion des Cépages de Meknès et Cépages de Boulaouane. |
| Domaine "Les Deux Domaines"                                             | Gérard Depardieu & Bernard Magrez, Bourchanin & Groupe Castel                       | Meknès          |                                                        |
| Domaine de la Ferme Rouge                                               |                                                                                     | Had El Brachoua |                                                        |
| Domaine de l'Hacienda Des Cigognes                                      |                                                                                     | Tiflet          |                                                        |
| Domaine des Oliviers et Vignes de Meknes                                |                                                                                     | Meknès          |                                                        |
| Domaine des Ouled Thaleb                                                | Thalvin, Alain Graillot                                                             | Benslimane      |                                                        |
| Domaine Société de vinification et de commercialisation du Maroc (SVCM) | Groupe Castel                                                                       | Meknès / Fès    |                                                        |
| Domaine des Trois Cavaliers                                             | Comptoir des vins de l'oriental                                                     | Berkane         |                                                        |
| Domaine du Val d'Argan                                                  | Charles Mélia, Château de la Font du Loup                                           | Essaouira       |                                                        |
| Villa Volubilia                                                         | Domaine Fieuzal & Domaine Larrivet-Haut-Brion (Gérard Gribelin & Philippe Gervoson) | Meknès          | Volubilia, Villa Volubilia, Epicuria                   |

## Filière vitivinicole et structure des exploitations
La filière fournit 20 000 emplois agricoles et plus de 10 000 dans les secteurs annexes, de l'embouteillage à la distribution. Le chiffre d’affaires global avoisine 100 millions d'euros dont 45 millions, tous impôts et taxes confondus, reviennent au Trésor marocain.

## Commercialisation
Les vins sont le plus souvent commercialisés sous un nom de marque (Chergui, Chausoleil, Tarik, Chantebled, Volubilia, Epicuria) assorti ou non d'une AOG ou d'une AOC.
L'exportation reste faible même si la plupart des vins de qualité sont exportés. Pour une production stable d’environ 34/35 millions de bouteilles annuelles, 30 millions sont consommées sur le marché intérieur.